# Мерошина (община)
Мерошина (серб. Мерошина) — община в Сербии, входит в Нишавский округ.
Население общины составляет 14 042 человека (2007 год), плотность населения составляет 73 чел./км². Занимаемая площадь 193 км², из них 76,5 % используется в промышленных целях.
Административный центр общины — город Мерошина. Община Мерошина состоит из 27 населённых пунктов, средняя площадь населённого пункта — 7,1 км².

## Статистика населения общины
| Год  | Население, чел. |
| ---- | --------------- |
| 1991 | 15 860          |
| 2001 | 14 906          |
| 2002 | 14 800          |
| 2003 | 14 680          |
| 2004 | 14 572          |
| 2005 | 14 442          |
| 2006 | 14 244          |
| 2007 | 14042           |